# The Best of Nickelback: Volume 1
Pour les articles homonymes, voir Best of.
Albums de Nickelback
Here and Now
(2011) No Fixed Address
(2014)
The Best of Nickelback Volume 1 est une compilation du groupe de rock canadien Nickelback, qui a été publiée le 4 novembre 2013, pour coïncider avec leur tournée mondiale The Hits Tour qui a eu lieu du 26 octobre au 12 décembre 2013.

## Liste des chansons
| No  | Titre                      | Durée |
| --- | -------------------------- | ----- |
| 1.  | Photograph                 | 4:19  |
| 2.  | How You Remind Me          | 3:43  |
| 3.  | Burn It to the Ground      | 3:28  |
| 4.  | Rockstar                   | 4:14  |
| 5.  | Savin' Me                  | 3:39  |
| 6.  | Figured You Out            | 3:48  |
| 7.  | Too Bad                    | 3:52  |
| 8.  | If Today Was Your Last Day | 4:07  |
| 9.  | Far Away                   | 3:58  |
| 10. | Feelin' Way Too Damn Good  | 4:16  |
| 11. | Someday                    | 3:27  |
| 12. | Never Again                | 4:20  |
| 13. | Lullaby                    | 3:48  |
| 14. | If Everyone Cared          | 3:38  |
| 15. | Gotta Be Somebody          | 4:13  |
| 16. | When We Stand Together     | 3:10  |
| 17. | Animals                    | 3:06  |
| 18. | This Afternoon             | 4:34  |
| 19. | Something in Your Mouth    | 3:38  |

## Albums d'origine des chansons
- Titres 1, 4, 5, 9, 14 et 17 extraits de l'album All the Right Reasons ;
- Titres 2, 7 et 12 extraits de l'album Silver Side Up ;
- Titres 3, 8, 15, 18 et 19 extraits de l'album Dark Horse ;
- Titres 6, 10 et 11 extraits de l'album The Long Road ;
- Titres 13 et 16 extraits de l'album Here and Now.

## Certifications
| Pays              | Certification |
| ----------------- | ------------- |
| Australie (ARIA)  | Platine       |
| Danemark (IFPI)   | Or            |
| Hongrie (Mahasz)  | Or            |
| Royaume-Uni (BPI) | Platine       |